# 希爾格羅夫 (加利福尼亞州)
希爾格羅夫（英語：Hillgrove）是位於美國加利福尼亞州洛杉磯縣的一個非建制地區。該地的面積和人口皆未知。

## 地理
希爾格羅夫的座標為34°01′01″N 117°58′48″W / 34.01694°N 117.98000°W，而該地的平均海拔高度為101米（即331英尺）。